# ザムトゲマインデ・ゲーステクヴェレ
ザムトゲマインデ・ゲーストクヴェレ (ドイツ語: Samtgemeinde Geestequelle) は、ドイツ連邦共和国ニーダーザクセン州ローテンブルク（ヴュンメ）郡に属すザムトゲマインデ（集合自治体）である。このザムトゲマインデでは5町村が行政業務を共同で処理している。

## 地理

### 構成町村
- アルフシュテット
- バスダール
- エーバースドルフ
- ヒプシュテット
- エレル

ヴェーザー川最後の、そして最も北の支流であり、ブレーマーハーフェンで合流するゲーステ川は、ザムトゲマインデ・ゲーストクヴェレの領域内（ヒプシュテット）で湧出する。この川はザムトゲマインデの紋章にも採り上げられており、木の下の青い波帯で表現されている。ザムトゲマインデ・ゲーストクヴェレの行政機関はエレルにある。

## 行政

### 議会
このザムトゲマインデの議会は19議席からなる。

## 引用
1. ↑  Landesamt für Statistik Niedersachsen, LSN-Online Regionaldatenbank, Tabelle A100001G: Fortschreibung des Bevölkerungsstandes, Stand 31. Dezember 2023